# 高桥名人之冒险岛III
《高桥名人之冒险岛III》（北美版名：Adventure Island 3）是由Hudson Soft在1992年7月31日發售紅白機的横向卷轴平台游戏。高橋名人之冒險島系列的第三款游戏。1993年2月26日發售Game Boy版，北美版的名稱是Adventure Island II: Aliens in Paradise。故事是描敘高橋名人的女朋友蒂娜被外星人抓走。

## 評價
高橋名人之冒險島III的Game Boy版在ファミ通220號クロスレビュー中獲得21分（滿分40分）。

## 世界觀
海灘(骨橋)，佈於1-1、1-5、2-2、3-B、4-1、5-3、6-1、7-A、8-B、8-4

洞穴(高洞穴)，佈於1-2、2-1、3-6、5-1、5-5、6-A、7-5、8-3、8-A

海底(難船)，佈於1-A、1-4、2-B、3-4、4-5、4-6、5-A、7-1、8-5

雲上(烏雲)，佈於1-B、2-4、3-A、4-B、7-6

森林(多)，佈於1-3、2-A、3-1、4-2、4-A、5-4、6-4、7-2、8-2

沙漠(遺跡)，佈於1-6、3-5、4-3、4-4

雪原(冰穴)，佈於2-3、3-2、5-B、6-2、6-3、6-5、6-6

斷崖：佈於2-5、3-3、5-2、6-B、7-B

毒沼叢林(骷髏處)：佈於2-6、5-6、7-4

火山區：佈於7-3、8-1、8-6

## 操作與道具
- 鑰匙：可以帶到下一個地區、加分、特殊恐龍等地方。

加分(衝浪)：全拿到就可以得到特殊水晶，佈於1-1、3-B、4-2、5-2、6-4、7-A、8-4

加分(日間)：全拿到就可以得到特殊水晶，佈於1-3、2-4、8-B

加分(夜間)：全拿到就可以得到特殊水晶，佈於2-5、3-2、4-B、5-B、6-A、7-4

岔道：可拿到很多水果、多種恐龍、水晶，並可選擇岔道。佈於1-2、2-2、3-3、4-3、5-1、6-2、7-1、8-3

恐龍長老：可以從三種恐龍中選擇一隻恐龍。佈於1-B、1-6、2-1、2-A、2-6、3-5、6-B、6-5、7-3、8-A

跳關翼龍：可飛到下一個世界觀。佈於2-3、5-4、6-3